# Гаванюк Олександр Дмитрович
Олександр Дмитрович Гаванюк — солдат Збройних Сил України, учасник російсько-української війни, що загинув у ході російського вторгнення в Україну в 2022 році.

## Життєпис
Олександр Гаванюк народився 23 січня 1977 року в селі Манява Івано-Франківського району Івано-Франківської області. З початком війни на сході України був мобілізований. Починаючи з липня 2014 року неодноразово перебував на Донбасі в складі АТО та ООС. Захищав Донецький аеропорт, звільняв Слов'янськ. Після повернення став першим головою Богородчанського районного об'єднання воїнів АТО. Працював у Манявському лісництві старшим єгерем, згодом — майстром лісу. З початком повномасштабного російського вторгнення в Україну одним з перших був призваний до лав Збройних сил України. Загинув 28 березня 2022 року в бою на Київщині. Чин похорону відбувся 3 квітня 2022 року в Храмі Покрови Пресвятої Богородиці. Поховали Героя на Новому цвинтарі в селі Манява Солотвинської селищної територіальної громади на Івано-Франківщині. Полеглого на війні майстра лісу Олександра Гаванюка у квітні 2022 року нагородили нагрудним знаком «Відмінник лісового господарства України» посмертно.

## Нагороди
- Орден «За мужність» III ступеня (2022, посмертно) — за особисту мужність і самовіддані дії, виявлені у захисті державного суверенітету та територіальної цілісності України, вірність військовій присязі[5].